# 中北镇
中北镇，是中华人民共和国天津市西青区下辖的一个乡镇级行政单位。

## 行政区划
中北镇下辖以下地区：
溪秀苑社区、侯台社区、东姜井社区、西姜井社区、大地十二城社区、水语花城社区、华亭佳园社区、假日风景社区、富力湾社区、大地十二城枫桦园社区、福雅花园社区、福悦里社区、旭水蓝轩社区、华亭丽园社区、假日润园社区、中信珺台社区、碧水家园社区、溪秀苑第二社区、云锦世家社区、红杉花苑社区、澜湾花园社区、顺通家园社区、锦曦花苑社区、旭辉御府社区、燕宇花园社区、景园里社区、郦景园社区、大安翠庭园社区、甜水社区、新津国际社区、万汇文化广场社区、翡翠嘉和社区、汪庄村、李家园村、东姜井村、西姜井村、大稍直口村、邢庄村、曹庄子村、大卞庄村、东北斜村、中北斜村、西北斜村、雷庄子村、四新庄村、小蒋庄村、大蒋庄村、祁庄村、李楼村、谢庄村、东马庄村、西马庄村、王庄村和大梁庄村。